# بنیتو لورنزی
بنیتو لورنزی (به ایتالیایی: Benito Lorenzi) بازیکن فوتبال و اهل ایتالیا است 

## تیم ملی
از سال ۱۹۴۹ میلادی عضو تیم ملی فوتبال ایتالیا بوده و در ۱۴ بازی ملی حضور داشته‌است. او در بازی‌های ملی‌اش ۴ گل به ثمر رساند.
بنیتو لورنزی آخرین بازی ملی خود را در سال ۱۹۵۴ میلادی انجام داد.